# Čakkan šidótó

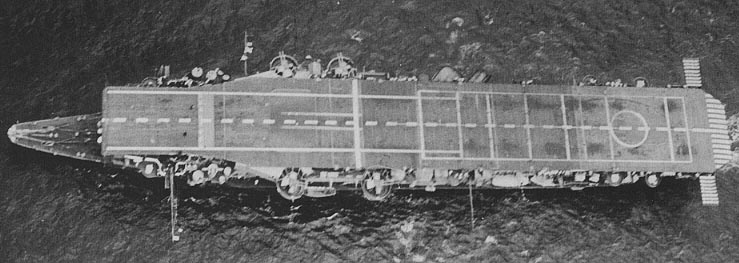
Letadlová loď Rjúdžó v období 1934 až 1937. Nosník čtyř zelených světel systému čakkan šidótó je viditelný na levoboku, za sklopeným zadním radiotelekomunikačním stožárem (nad jedním ze záchranných člunů).

Čakkan šidótó (japonsky: 着艦指導灯 ~ přistávací naváděcí světla) bylo světelné zařízení vyvinuté japonským císařským námořnictvem počátkem 30. let 20. století, které sloužilo k navedení palubního letounu k přistání na letadlovou loď. Využívalo soustavy dvou červených a čtyř zelených světel, která ukazovala pilotům správný úhel sestupu.

## Vývoj a popis
Čakkan šidótó bylo vyvinuto v námořním arzenálu Kasumigaura v roce 1932 a jako první jím byla pokusně vybavena letadlová loď Hóšó. Od roku 1933 se začal montovat i na další letadlové lodě císařského námořnictva. Původně byl vyvinut pro usnadnění nočního přistání, ale zjistilo se, že zařízení je užitečné i ve dne. Japonské letadlové lodě totiž de facto neměly LSO (Landing Signal Oficer ~ důstojník navádějící letadla na přistání) jako jejich americké a britské protějšky a pilot byl sám zodpovědný za přibližovací manévr. Pouze ve výjimečných případech byl pilot z mateřské lodě „odmávnut“ červeným praporkem na další okruh.
Čakkan šidótó tvořily dvě sady světel umístěné horizontálně na bocích u zádě. První sadu na jednom společném nosníku (přimontovaném horizontálně a kolmo k podélné ose plavidla) tvořila dvě červená světla. Asi 10 až 15 metrů za nimi (při pohledu od zádi) se nacházel další nosník s druhou sadou čtyř zelených světel. Všechna světla měla výkon 1 kW a vytvářela úzké světelné kužely směřující za a mírně nad letovou palubu. Světelné kužely červených a zelených světel se částečně prolínaly: červená světla mířila do a pod sestupovou rovinu, zatímco zelená světla mířila do a nad sestupovou rovinu. Jejich průnik pak pilotovi ukazoval správnou sestupovou rovinu. Vertikální úhel světel se dal nastavit podle typu přistávajícího letounu. Pro palubní stíhací letouny (kansen) byla sestupová rovina zpravidla 5,5 ° a pro těžší palubní útočné (kankó) a bombardovací (kanbaku) stroje se nastavovala na 5 °.

## Použití

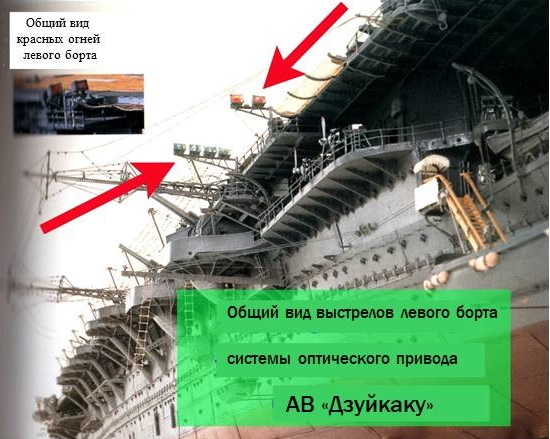
Čakkan šidótó na levoboku modelu Zuikaku

Přistávající letoun byl na správné sestupové rovině, jestliže viděl červená světla a hned za nimi zelená. Jestliže však pilot viděl pouze červená světla, byl příliš nízko a hrozila kolize se zádí letadlové lodě. Jestliže naopak pilot viděl zelená světla příliš daleko od červených (když se dostal mimo světelný kužel červených světel), byl naopak nad sestupovou rovinou. V tom případě hrozilo, že buďto dosedne příliš prudce a nebo přeletí záď a může vletět do záchytné bariéry nebo do letadel na přídi (která přistála před ním, či se chystají odstartovat – císařské námořní letectvo, na rozdíl od US Navy, zpravidla nepraktikovalo parkování na letové palubě).
Konec používání čakkan šidótó přišel s koncem války v Pacifiku, když Japonsko přišlo i o své poslední letadlové lodě.

### Umístění
Čakkan šidótó byla umístěna na zádi, ale pokud se u letadlové lodě počítalo i s možností přistání přes příď (při plavbě vzad), bývala další sada umístěna i na přídi a světla směřovala dopředu (viz například Hirjú). V době mimo provoz se daly nosníky sklopit podél paluby.
Příklady umístění:
- Akagi měla čakkan šidótó na levoboku i pravoboku, na zádi i přídi.[5]
- Kaga měla čakkan šidótó na levoboku i pravoboku, pouze na zádi. Na obou bocích se nosník zelených světel nacházel na čtvrtém palpostu 25mm kanonů od zádě.[6]
- Sórjú měla čakkan šidótó na levoboku i pravoboku, pravděpodobně pouze na zádi.[1]
- Schéma Hirjú v Parshall & Tully ukazuje čakkan šidótó na levoboku na zádi a na pravoboku na přídi.[7] Rovněž detail zádě v Random Japanese Warship Details Vol.2 ukazuje čakkan šidótó pouze na levoboku (při pohledu od zádě: červená světla před zadním 127mm dvojčetem a zelená světla za ním).[8] Model Hirjú v měřítku 1/500 od Nichimo navíc ukazuje čakkan šidótó na zádi na pravoboku.[9]

V roce 1999 oceánografická loď USNS Sumner (T-AGS-61) nalezla část vraku letadlové lodě Kaga potopené během bitvy u Midway. Jednalo se o kus pocházející ze zádě na pravoboku a obsahující kromě dvou palpostů 25mm kanonů (4. a 5. od zádě) i torzo nosníku zelených světel čakkan šidótó.